# Liste des titres musicaux numéro un en Allemagne en 1968
Cette page liste les titres numéro un dans les meilleures ventes de disques en Allemagne pour l'année 1968 selon Media Control Charts. 
Les classements sont issus des 100 meilleures ventes de singles et des 100 meilleures ventes d'albums. Ils se déroulent du vendredi au jeudi, et sont publiés le mardi par l'industrie musicale allemande.

## Classement des singles
| №  | Date         | Artiste                      | Titre                           |
| -- | ------------ | ---------------------------- | ------------------------------- |
| 1  | 6 janvier    | Bee Gees                     | Massachusetts                   |
| 2  | 13 janvier   | Bee Gees                     | Massachusetts                   |
| 3  | 20 janvier   | Peter Alexander              | Der letzte Walzer               |
| 4  | 27 janvier   | Peter Alexander              | Der letzte Walzer               |
| 5  | 3 février    | The Beatles                  | Hello, Goodbye                  |
| 6  | 10 février   | The Beatles                  | Hello, Goodbye                  |
| 7  | 17 février   | Bee Gees                     | World                           |
| 8  | 24 février   | John Fred & His Playboy Band | Judy in Disguise (With Glasses) |
| 9  | 2 mars       | John Fred & His Playboy Band | Judy in Disguise (With Glasses) |
| 10 | 9 mars       | John Fred & His Playboy Band | Judy in Disguise (With Glasses) |
| 11 | 16 mars      | Roy Black                    | Bleib bei mir                   |
| 12 | 23 mars      | Roy Black                    | Bleib bei mir                   |
| 13 | 30 mars      | Manfred Mann                 | Mighty Quinn                    |
| 14 | 6 avril      | Manfred Mann                 | Mighty Quinn                    |
| 15 | 13 avril     | Bee Gees                     | Words                           |
| 16 | 20 avril     | Bee Gees                     | Words                           |
| 17 | 27 avril     | Heintje                      | Mama                            |
| 18 | 4 mai        | Heintje                      | Mama                            |
| 19 | 11 mai       | Tom Jones                    | Delilah                         |
| 20 | 18 mai       | Tom Jones                    | Delilah                         |
| 21 | 25 mai       | Tom Jones                    | Delilah                         |
| 22 | 1er juin     | Tom Jones                    | Delilah                         |
| 23 | 8 juin       | Tom Jones                    | Delilah                         |
| 24 | 15 juin      | Tom Jones                    | Delilah                         |
| 25 | 22 juin      | Tom Jones                    | Delilah                         |
| 26 | 29 juin      | Tom Jones                    | Delilah                         |
| 27 | 6 juillet    | Tom Jones                    | Delilah                         |
| 28 | 13 juillet   | Peter Alexander              | Delilah                         |
| 29 | 20 juillet   | Peter Alexander              | Delilah                         |
| 30 | 27 juillet   | The Rolling Stones           | Jumpin' Jack Flash              |
| 31 | 3 août       | The Rolling Stones           | Jumpin' Jack Flash              |
| 32 | 10 août      | Heintje                      | Du sollst nicht weinen          |
| 33 | 17 août      | Heintje                      | Du sollst nicht weinen          |
| 34 | 24 août      | Heintje                      | Du sollst nicht weinen          |
| 35 | 31 août      | Heintje                      | Du sollst nicht weinen          |
| 36 | 7 septembre  | Tom Jones                    | Help Yourself                   |
| 37 | 14 septembre | Tom Jones                    | Help Yourself                   |
| 38 | 21 septembre | Tom Jones                    | Help Yourself                   |
| 39 | 28 septembre | Tom Jones                    | Help Yourself                   |
| 40 | 5 octobre    | The Beatles                  | Hey Jude                        |
| 41 | 12 octobre   | The Beatles                  | Hey Jude                        |
| 42 | 19 octobre   | Tom Jones                    | Help Yourself                   |
| 43 | 26 octobre   | Tom Jones                    | Help Yourself                   |
| 44 | 2 novembre   | Heintje                      | Heidschi Bumbeidschi            |
| 45 | 9 novembre   | Heintje                      | Heidschi Bumbeidschi            |
| 46 | 16 novembre  | Heintje                      | Heidschi Bumbeidschi            |
| 47 | 23 novembre  | Heintje                      | Heidschi Bumbeidschi            |
| 48 | 30 novembre  | Mary Hopkin                  | Those Were the Days             |
| 49 | 7 décembre   | Mary Hopkin                  | Those Were the Days             |
| 50 | 14 décembre  | Heintje                      | Heidschi Bumbeidschi            |
| 51 | 21 décembre  | Heintje                      | Heidschi Bumbeidschi            |
| 52 | 28 décembre  | Heintje                      | Heidschi Bumbeidschi            |

## Classement des albums
| №  | Date         | Artiste             | Titre                 |
| -- | ------------ | ------------------- | --------------------- |
| 1  | 6 janvier    | Esther & Abi Ofarim | 2 in 3                |
| 2  | 13 janvier   | Esther & Abi Ofarim | 2 in 3                |
| 3  | 20 janvier   | Esther & Abi Ofarim | 2 in 3                |
| 4  | 27 janvier   | Esther & Abi Ofarim | 2 in 3                |
| 5  | 3 février    | Peter Alexander     | Schlager Rendezvous 1 |
| 6  | 10 février   | Peter Alexander     | Schlager Rendezvous 1 |
| 7  | 17 février   | Peter Alexander     | Schlager Rendezvous 1 |
| 8  | 24 février   | Peter Alexander     | Schlager Rendezvous 1 |
| 9  | 2 mars       | Roy Black           | Roy Black 2           |
| 10 | 9 mars       | Roy Black           | Roy Black 2           |
| 11 | 16 mars      | Roy Black           | Roy Black 2           |
| 12 | 23 mars      | Roy Black           | Roy Black 2           |
| 13 | 30 mars      | Bee Gees            | Horizontal            |
| 14 | 6 avril      | Bee Gees            | Horizontal            |
| 15 | 13 avril     | Bee Gees            | Horizontal            |
| 16 | 20 avril     | Bee Gees            | Horizontal            |
| 17 | 27 avril     | Bee Gees            | Horizontal            |
| 18 | 4 mai        | Bee Gees            | Horizontal            |
| 19 | 11 mai       | Bee Gees            | Horizontal            |
| 20 | 18 mai       | Bee Gees            | Horizontal            |
| 21 | 25 mai       | Bee Gees            | Horizontal            |
| 22 | 1er juin     | Heintje             | Heintje               |
| 23 | 8 juin       | Heintje             | Heintje               |
| 24 | 15 juin      | Heintje             | Heintje               |
| 25 | 22 juin      | Heintje             | Heintje               |
| 26 | 29 juin      | Heintje             | Heintje               |
| 27 | 6 juillet    | Heintje             | Heintje               |
| 28 | 13 juillet   | Heintje             | Heintje               |
| 29 | 20 juillet   | Heintje             | Heintje               |
| 30 | 27 juillet   | Heintje             | Heintje               |
| 31 | 3 août       | Heintje             | Heintje               |
| 32 | 10 août      | Heintje             | Heintje               |
| 33 | 17 août      | Heintje             | Heintje               |
| 34 | 24 août      | Heintje             | Heintje               |
| 35 | 31 août      | Heintje             | Heintje               |
| 36 | 7 septembre  | Heintje             | Heintje               |
| 37 | 14 septembre | Heintje             | Heintje               |
| 38 | 21 septembre | Heintje             | Heintje               |
| 39 | 28 septembre | Heintje             | Heintje               |
| 40 | 5 octobre    | Heintje             | Heintje               |
| 41 | 12 octobre   | Heintje             | Heintje               |
| 42 | 19 octobre   | Heintje             | Heintje               |
| 43 | 26 octobre   | Heintje             | Heintje               |
| 44 | 2 novembre   | Heintje             | Heintje               |
| 45 | 9 novembre   | Heintje             | Heintje               |
| 46 | 16 novembre  | Heintje             | Heintje               |
| 47 | 23 novembre  | Heintje             | Heintje               |
| 48 | 30 novembre  | Heintje             | Heintje               |
| 49 | 7 décembre   | Heintje             | Heintje               |
| 50 | 14 décembre  | Heintje             | Heintje               |
| 51 | 21 décembre  | Heintje             | Heintje               |
| 52 | 28 décembre  | Heintje             | Heintje               |